# 天主教福宁教区
天主教福宁教区（Dioecesis Funimensis，中國天主教主教團称為闽东教区）是罗马天主教会在中国福建省东北部设立的一个教区。

## 历史

### 教区沿革
福建省东北部的福安县是福建省天主教最早传入的地方之一（16世纪），由西班牙多明我会神父传入，长期是福建教会的中心。
1631年，马尼拉道明会玫瑰省派遣意大利籍传教士高琦(An gelus)等11人经台湾抵厦门进入福州，同年6月来到福安，随即在城关（溪东）利用民房改建一座教堂，作为开始传教的活动据点,开创了道明会在闽东的传教事业。
1633年（明.崇祯六年）道明会士黎玉范（P·J·B·Demrales，O·P·）和意大利籍方济各会士利安当（P·Antonioa Sta·Maria·O·F·M·一称安多尼）到福安罗江一带传教，为18岁的外教青年罗文藻施洗，罗文藻后来加入道明会，1654年（清.顺治十一年）晋铎，成为天主教第一位中国籍神父，1674年（清.康熙十三年）被教宗任命为南京教区主教，1685年祝圣，成为第一位中国籍主教。
1696年成立福建代牧区，公署设在福安的穆阳。
1884年改为福建北境代牧区，公署设在福州。
1926年5月，从福建北境代牧区分设福宁府代牧区，公署设在宁德三都澳。 
1946年4月11日，罗马教廷在中国建立圣统制，福宁府代牧区升格为福宁教区，公署先后设在宁德三都澳、福安罗江、宁德城关、宁德城南。

### 历史活动分布
历史上活动场所分布于福安、宁德、霞浦、柘荣、福鼎、五个县（市）。现有堂所89座，其中本堂（教堂）32座，行教堂（圣堂）51座，行教公所（小圣堂）6座；此外，还有安老院（敬老院）10所。信教聚集地，影响较大的教堂有24处，最早建的教堂有福安城关本堂（1631年）、溪东本堂（1631年）、康厝本堂（1640年）、宁德岚口本堂（1640年）、岐头本堂（1770年）；其余19座教堂皆为1880年以后相继建筑的，它是福安的建柄、穆阳、留洋、溪填、双峰、西隐、罗江、赛岐、顶头、下邳、六屿、外塘，宁德城关、贵岐、三都，霞浦城关、沙江，福鼎前岐（照兰），柘荣城关。此外，还有古田城关本堂。

### 圣人、名人
- 圣方济格·嘉彼来司铎，中华首位殉道圣人。1648年（清.顺治五年）1月16日黄昏在福安城关的湖山被斩首处决。为主光荣牺牲；被誉为中国的首位殉道者，是在中国传教的西方教士中第一位为主而殉道的烈士，由教宗庇護十世在1909年5月2日宣封真福。2OO0年10月1日蒙教宗若望保禄二世将他与百余位中华殉道真福宣为圣人。
- 圣桑实.伯多禄（S. Patrus.sanz O.P.)主教和圣德方济格（S.Franciscus Serrano）、圣华若亚敬(S.Joachim Royo)、圣费若望(S.Joannes Alcober)、圣施方济格(S. Francisco Díaz de Écija)四位司铎(他们和白主教同时被捕并殉道)。2OOO年10月1日蒙教宗若望保禄二世将他与百余位中华殉道真福宣为圣人。
- 罗文藻(额我略Lopez 1615-1691)，中国第一位国籍主教，福安罗江人，1674年1月4日，教宗格来门十世（Clement X）颁发《座堂之上》（[SUPER CATHED—RAM]）通渝，称罗公有虔诚、好学、明智、干练、清白、仁爱诸美德，任命罗公为巴士利衔（Basilitanensis）主教，1685年在广州被祝圣为南京主教（1685-1691在位）。
- 陈子东（1627--1665），中国第一位修道女（守贞女），福安下邳人。在圣方济·嘉彼来司铎的培养下，她开了中国独身守贞的先河，被誉为“中华第一朵童贞花”。

## 历任主教
福建代牧区时期（1680—1884）
- 陆方济（Bishop François Pallu）, 即巴禄主教，巴黎外方传教会（联合会祖之一）：（1680.4.15 – 1684.10.29），1626年生于法国。
- 伊大仁（Bishop Bernardino della Chiesa ）, 方济各会 (1684.10.29 – 1687)，1644年生于意大利。
- 万济国（Fr. Francisco Varo）, 道明会(1687.01.25 – 1687.01.31 )，1627年生于西班牙。
- 颜珰（Bishop Charles Maigrot）, 巴黎外方传教会：(1687.2.5 – 1708.5.4)，1652年生于法国。
- 马熹诺（Fr. Magino Ventallol）, 道明会(1718.12.3 – 1732.1.3) 1647年生于西班牙。
- 圣白多禄（圣桑实,Saint Bishop Pedro Sans i Jordà）, 道明会： 1732.1.3 – 1747.5.26) 1680年生于西班牙。2000年10月1日宣圣。
- 圣德方济（Saint Fr. Francisco Serrano Frías）, 道明会(1747.5.26 – 1748.10.25) 1695年生于西班牙。2000年10月1日宣圣。
- 黃方济各（Bishop Francisco Pallás y Faro）,道明会(1753.7.11 – 1778.3.6) 1706年生于西班牙。
- 高若瑟（Bishop José Calvo）道明会(1781.2.16 – 1812.10.15) 1739年生于西班牙。
- 罗罗各（Bishop Roque José Carpena Díaz）, 道明会(1812.10.15 – 1841) 1760年生于西班牙。
- 高弥额（Bishop Miguel Calderón）, 道明会(1841 – 1883.2.14) 1803年生于西班牙。

福建北境代牧区时期（1884—1926）
- 苏玛素（Bishop Salvador Masot y Gómez）道明会(1884 – 1911)：1845年11月18日生于西班牙莱里达的阿爾費斯, 1884年年6月20日晋牧;1911年年3月17日去世。
- 宋金铃（Bishop Francisco Aguirre Murga）道明会（1911-1941）: 1863年生于西班牙，1911年12月13日委任，1912年晋牧;1941年年6月12日去世。

福宁代牧区/教区时期（1926至今）
- 赵炳文（Theodore Labrador Fraile），多明我会士，1888年11月11日生于西班牙，1914年10月2日晋升司铎，1926年10月24日祝圣为主教，福宁府代牧区主教（1926年5月18日– 1946年4月11日），1946年4月11日起任福宁教区主教，1946年6月13日起任福州教区总主教，1980年5月6日去世（91岁） 。
- 牛会卿：代理主教（1948年– 1973年2月28日）。
- 謝仕光（非官方）1984年秘密祝聖為主教。
- 黃守誠（非官方，1923年-2016年）。
- 詹思祿，2000年在北京祝聖。2018年9月22日起受教廷認可，同年12月担任闽东教区正权主教[1]
- 郭希锦，2008年祝圣为助理主教，2016年在黄守诚主教去世后接任正权主教，2018年12月改任辅理主教，2020年辭職。

## 现状
闽东教区现有主教两位，司铎60多位；女修会2个，修女200多位，分别隶属于中华道明修女会和仁爱圣心小姐妹会；修道女（守贞女）380多位；教徒约为8万多人，其分布情况如下：宁德（蕉城区）约16000多人，主要分布于城关（蕉城）、岐头、塔山、贵岐、岚口、飞鸾、三都、漳湾、八都一带；霞浦约4000人，主要分布于城关（松城）、墓亭下、州洋、沙江、洪江、长春、三沙一带；福鼎约1000人，主要分布于城关（桐山）、前岐（照兰）、峡门、蟠溪（湖林）、库口一带；柘荣约500人，主要分布于城关、乍洋一带；寿宁约100人，主要分布于城关一带；周宁约600人，主要分布于城关（狮城）、纯池、四桥一带；福安约58000多人，主要分布于城关（韩城）、城阳、溪东、潭头、建柄、溪柄、赛岐、苏洋、罗江、外塘 、顶头 、凤山、六屿、下白石、湾坞、梅洋、岭头、下邳 、半屿 、上湾 、西隐 、溪潭、溪填、双峰、邮亭、康厝、苏坂、南洋、穆阳、苏堤、留洋等地。